# Sankt Hans (parochie, Hjørring)
Sankt Hans is een parochie van de Deense Volkskerk in de Deense gemeente Hjørring. De parochie maakt deel uit van het bisdom Aalborg en telt 4051 kerkleden op een bevolking van 4429 (2004).
Historisch werd de parochie vermeld bij de herred Vennebjerg. Het is tegenwoordig een van de drie parochies binnen de stad Hjørring. De parochiekerk, gewijd aan Johannes de Doper, was oorspronkelijk de kerk voor het landelijke gebied buiten de stad, de zogenaamde Landsogn.